# Joël Kana
Thomas Joël Kana-Katoto (5 augustus 2006) is een Belgisch voetballer die onder contract staat bij RSC Anderlecht.

## Clubcarrière
Kana begon zijn jeugdopleiding bij RSC Anderlecht. Hij speelde nadien bij RWDM en Oud-Heverlee Leuven, om vervolgens in 2023 terug te keren naar Anderlecht. Op 8 februari 2025 maakte hij zijn profdebuut in het shirt van RSCA Futures, het beloftenelftal van de club in Eerste klasse B: in de competitiewedstrijd tegen RWDM (1-0-verlies) viel hij in de 84e minuut in voor Basile Vroninks.

## Clubstatistieken
| Seizoen         | Club            | Land            | Competitie      | Competitie | Competitie | Beker | Beker | Supercup | Supercup | Europees | Europees | Totaal | Totaal |
| Seizoen         | Club            | Land            | Competitie      | Wed.       | Dlp.       | Wed.  | Dlp.  | Wed.     | Dlp.     | Wed.     | Dlp.     | Wed.   | Dlp.   |
| --------------- | --------------- | --------------- | --------------- | ---------- | ---------- | ----- | ----- | -------- | -------- | -------- | -------- | ------ | ------ |
| 2024/25         | RSCA Futures    | Vlag van België | Eerste klasse B | 1          | 0          | —     | —     | —        | —        | —        | —        | 1      | 0      |
| Carrière totaal | Carrière totaal | Carrière totaal | Carrière totaal | 1          | 0          | 0     | 0     | 0        | 0        | 0        | 0        | 1      | 0      |

Bijgewerkt op 11 augustus 2023.

## Privé
- Kana is de jongere broer van Marco Kana.[1]

33 Vercauteren ·
34 Bouchouari ·
48 Montegnies ·
50 Barry ·
51 Baouf ·
52 Nicaise ·
53 Colassin ·
59 Vergeylen ·
62 Goto ·
63 Vanhoutte ·
64 Masscho ·
65 Engwanda ·
66 Haentjens ·
67 Moutha-Sebtaoui ·
68 Monticelli ·
69 Ure ·
71 Engwanda ·
73 Lapage ·
74 De Cat ·
77 Mendel-Idowu ·
78 Tajaouart ·
79 Maamar ·
80 Decorte ·
81 Diallo ·
83 Degreef ·
Coach: Coen